# Adrien Tomas (auteur)
Pour les articles homonymes, voir Adrien Tomas et Tomas.
Œuvres principales
- Série Les Six Royaumes
- Série Le Chant des épines

Adrien Tomas, né le 4 mars 1986 à Soissons, est un auteur de fantasy français.

## Biographie
Après un master de biologie marine obtenu à l'Université de La Rochelle, il travaille plusieurs années en tant que scientifique au sein de parcs zoologiques, avant de vivre uniquement de sa plume.
Il rejoint la Charte des auteurs et des illustrateurs jeunesse et devient l'un des administrateurs de l'association de 2019 à 2021. De 2020 à 2022, il est élu administrateur puis conseiller syndical de la Ligue des auteurs professionnels, dont il est l'un des membres fondateurs. En 2023, il est de nouveau élu à la Charte et devient l'un des cinq coprésidents.

## Œuvres

### SérieLes Six Royaumes
1. La Geste du Sixième Royaume, Mnémos, coll. « Icares », 2011, 507 p.  (ISBN 978-2-35408-122-5)
2. La Maison des Mages, Mnémos, coll. « Icares », 2013, 440 p.  (ISBN 978-2-35408-155-3)

### SérieLe Chant des Épines
1. Le Royaume Rêvé, Mnémos, coll. « Icares », 2016, 304 p.  (ISBN 978-2-35408-500-1)
2. Le Royaume Éveillé, Mnémos, coll. « Icares », 2017, 320 p.  (ISBN 978-2-35408-566-7)
3. Le Royaume Brisé, Mnémos, coll. « Icares », 2018, 320 p.  (ISBN 978-2-35408-627-5)

### SérieVaisseau d'Arcane
1. Les Hurleuses, Mnémos, coll. « Icares », 2020, 380 p.  (ISBN 978-2-35408-783-8)Réédition, Gallimard, coll. « Folio Fantasy » no 746, 2024, 528 p. (ISBN 978-2-07-302263-9)
2. L'Empire des Abysses, Mnémos, coll. « Icares », 2022, 317 p.  (ISBN 978-2-35408-969-6)Réédition, Gallimard, coll. « Folio Fantasy » no 747, 2024, 448 p. (ISBN 978-2-07-302268-4)

### SérieUltimage, le maître des magies(illustrée par Elisabeth Jammes)
1. Les Quatre Éléments, Rageot, 2022, 179 p.  (ISBN 978-2-7002-7714-2)
2. L'Ombre et la lumière, Rageot, 2022, 192 p.  (ISBN 978-2-7002-7716-6)
3. La Magie noire, Rageot, 2023, 192 p.  (ISBN 978-2-7002-7942-9)
4. La Magie de la nature, Rageot, 2023, 186 p.  (ISBN 978-2-7002-8084-5)
5. Le Dernier Affrontement, Rageot, 2024, 224 p.  (ISBN 978-2-7002-8224-5)
6. Retour sur Oara, Rageot, 2025, 224 p.  (ISBN 9782700284065)

### SérieLes Dossiers du Voile
1. Les Dossiers du Voile, Fleurus, 2021, 415 p.  (ISBN 978-2-215-17442-4)
2. L'Affaire Circé, Fleurus, 2023, 434 p.  (ISBN 978-2-215-18091-3)

### SérieEngrenages
1. Engrenages et Sortilèges, Rageot, 2019, 480 p.  (ISBN 978-2-7002-5936-0)
2. Dragons et Mécanismes, Rageot, 2021, 622 p.  (ISBN 978-2-7002-7547-6)
3. Neige et Poussière, Rageot, 2024, 621 p.  (ISBN 978-2-70028-344-0)

### SérieLa Ligue des Dragonniers(illustrée par Antoine Brivet)
1. L'Attaque du mage noir, Hachette Jeunesse, coll. « Bibliothèque verte », 2023, 128 p.  (ISBN 978-2-01-723694-8)
2. L'Œuf sombre, Hachette Jeunesse, coll. « Bibliothèque verte », 2023, 128 p.  (ISBN 978-2-01-723700-6)
3. Le Piège de l'alchimiste, Hachette Jeunesse, coll. « Bibliothèque verte », 2024, 128 p.  (ISBN 978-2-01-723714-3)
4. Le Complot du Serpent, Hachette Jeunesse, coll. « Bibliothèque verte », 2024, 128 p.  (ISBN 978-2-01727-366-0)

### Romans indépendants
- Notre-Dame des Loups, Mnémos, coll. « Icares », 2014, 198 p.  (ISBN 978-2-35408-176-8)
- Zoomancie, Lynks, 2019, 336 p.  (ISBN 979-1-0974-3429-8)
  - Réécrit et republié  sous le titre Règne Animal, Rageot, 2023, 416 p.  (ISBN 978-2-7002-7678-7)

### Romans de licence
- Immortals Fenyx Rising, Castelmore, 2020, 412 p.  (ISBN 978-2-36231-706-4)
- Assassin's Creed : Fragments - Les Sorcières des Landes, 404 éditions, 2022, 311 p.  (ISBN 979-10-324-0417-1)

### Ouvrages collaboratifs
- Tschaï : Retour sur la Planète de l'Aventure, Mnémos, coll. « Ourobores », 2017, 180 p.  (ISBN 978-2-35408-606-0)Écrit avec Jeanne-A Debats, Étienne Barillier, Raphaël Albert ; illustrations de Dogan Oztel.
- Les Six Royaumes - Récit Illustré, Mnémos, coll. « Ourobores », 2019, 256 p.  (ISBN 978-2-35408-751-7)Illustrations de Dogan Oztel

### Bandes dessinées
- Je suis un dragon, Éditions Jungle, 2023, 56 p.  (ISBN 978-2-8222-4000-0)avec Maureen Casulli (illustrations et couleurs)

### Nouvelles
- « Ophëa », in Reines et Dragons (anthologie des Imaginales 2012), Mnémos, coll. « Anthologies », 2012, 204 p.  (ISBN 978-2-35408-139-3)
- « Quarante-huit pour cent », in Semi-Hommes (anthologie de Trolls et Légendes 2013), Éditions Asgard, 2013, 230 p.  (ISBN 2-36574-002-2)
- « Les Fabuleuses Aventures de Roger le nécromancien et Loulou le Barbare », in Millefeuille littéraire (anthologie anniversaire de la Librairie Bédéciné), Librairie Bédéciné, 2015, 324 p.
- « Le Troll de sa vie », in Anthologie Trolls et Légendes (anthologie de Trolls et Légendes 2015), ActuSF, coll. « Les Trois Souhaits », 2015, 304 p.  (ISBN 978-2-917689-85-1)
- « Trolls, licornes et bolognaise », in Trolls et Licornes (anthologie des Imaginales 2015), Mnémos, coll. « Anthologies », 2015, 224 p.  (ISBN 978-2-35408-311-3)
- « Le Pacte des trois », in Mon Cheval mon espoir, Rageot, coll. « Hors collection », 2015, 160 p.  (ISBN 978-2-7002-5089-3)
- « L'Énergie du désespoir », in Fées et Automates, Mnémos, coll. « Anthologies », 2016, 221 p.  (ISBN 978-2-35408-357-1)
- « La Voix des profondeurs », in Destinations, Mnémos, coll. « Anthologies », 2017, 256 p.  (ISBN 978-2-35408-576-6)
- « L'Homme d'argile », in Créatures, Mnémos, coll. « Anthologies », 2018, 256 p.  (ISBN 978-2-35408-650-3)
- « Mécanique d'une chute », in Rock Fictions, Le Cherche-Midi, 2018, 152 p.  (ISBN 978-2-7491-5902-7)
- « La Ballade de Jimmie Wilcox », in Galaxies n°77, 2022, 192 p.

## Distinctions
Pour La Geste du Sixième Royaume
- Prix Imaginales 2012[6]

Pour Engrenages et Sortilèges
- Prix Babelio 2019[7]
- Prix du festival Les Halliennales 2019 [8]
- Prix Saint-Exupéry 2019 [9]
- Prix Mordus du Polar 2020[10]
- Prix « Hautes-Pyrénées Tout En Auteurs » 2021[11]

Pour Vaisseau d'Arcane
- Prix Imaginales des Bibliothécaires 2021 [12]

Pour Ultimage - Le Maître des Magies
- Prix Lire en Poche Jeunesse 2023 [13]

Pour Règne Animal
- Prix Imaginales des Collégiens 2025[14]
- Sélection Prix A-Fictionados 2025

### Critiques
- « Fiche sur Elbakin.net »
- Critique de La Geste du Sixième Royaume dans Bifrost 65, « lire en ligne » sur le site NooSFere